# Śremski Dobosz
Śremski Dobosz – pomnik Powstańców Wielkopolskich 1918/1919 znajdujący się w śremskim Parku Miejskim im. Powstańców Wielkopolskich.

## Okres międzywojenny
Decyzja o budowie w Śremie pomnika upamiętniającego powstanie wielkopolskie, w którym aktywny udział wzięli również śremianie (walczący w tzw. batalionie śremskim), zapadła w 1923 r., kiedy to powołano komitet ds. budowy pomnika. Autorem projektu był rzeźbiarz Władysław Marcinkowski, który w swoim projekcie zdecydował się ukazać zryw powstańczy w postaci dobosza w mundurze wojsk wielkopolskich, wzywającego do walki. Pomnik został odsłonięty 15 listopada 1925 r. jako "Pomnik Powstańców i Wolności" na rynku w Śremie, gdzie stał do wybuchu wojny. W okresie międzywojennym władze miasta traktowały pomnik jako ważny instrument krzewienia patriotyzmu i wychowania młodzieży, zwłaszcza harcerzy, którzy składali tu przyrzeczenie harcerskie, pełnili wartę honorową i organizowali zbiórki. Rzeźba Dobosza pełniła też ważną rolę w życiu działającej w Śremie Szkoły Podoficerskiej Piechoty  dla Małoletnich nr 2, której elewi w rocznicę wybuchu powstania 27 grudnia odbywali pod nią uroczysty apel, a także spotykali się pod nią po powrocie z manewrów i fotografowali z odwiedzającymi ich rodzinami.
Po wybuchu II wojny światowej, 8 września 1939 r. do Śremu wkroczył Wehrmacht, który m.in. likwidował wszelkie narodowe pamiątki. 11 września zrzucono z cokołu statuę dobosza. W marcu 1944 władze okupacyjne zdecydowały o przetopieniu dobosza. Granitowy cokół pomnika uratowali pracownicy gazowni zatapiając w bagnach w starorzeczu Warty (na obrzeżu parku miejskiego).

## Odbudowa pomnika
W 1959 r. trzej oficerowie śremskiej jednostki wojskowej, mjr Ryszard Komorowski, mjr Kazimierz Kotewicz i por. Marek Jakubowski, przy pomocy starszych mieszkańców Śremu, odnaleźli miejsce zatopienia cokołu i wydobyli go. Został on ustawiony w parku miejskim. W dniu 27 lipca 1961 r. z inicjatywy Powiatowego Komitetu Ochrony Pamięci Pomników Walk i Męczeństwa oraz Zarządu Powiatowego Związku Bojowników o Wolność i Demokrację na cokole odsłonięto rzeźbę z brązu przedstawiającą Wielkopolski Krzyż Powstańczy.
Po kilku latach zdecydowano odtworzyć pierwotny wygląd pomnika. Rekonstrukcji zniszczonej w 1939 r. rzeźby dokonał poznański rzeźbiarz Jerzy Sobociński na zlecenie Powiatowego Komitetu Ochrony Pomników Walki i Męczeństwa. Replika Dobosza na oryginalnym cokole została uroczyście odsłonięta, przy okazji odbywających się Dni Ziemi Śremskiej,14 czerwca 1969 r. przez Mariana Dominiczaka, ówczesnego I sekretarza KP PZPR w Śremie. W tym samym roku park otrzymał nową nazwę Parku Miejskiego im. Powstańców Wielkopolskich. Zdjęty z cokołu Wielkopolski Krzyż Powstańczy zaginął, na balustradzie przy wejściu do parku umieszczono jego kopię.

## Czasy obecne
Co roku 27 grudnia po mszy w intencji powstańców są pod nim składane kwiaty i zapalane znicze. W latach 1972–2006 pod pomnikiem spotykali się też przedwojenni absolwenci Szkoły Podoficerskiej Piechoty dla Małoletnich nr 2, którzy w Śremie spotykali się na zjazdach koleżeńskich. Pomnik jest również miejscem odbywania innych uroczystości, organizowanych głównie przez władze miasta i Towarzystwo Miłośników Ziemi Śremskiej.
Śremski Dobosz, przez wielu regionalistów uważany za najładniejszy pomnik powstania wielkopolskiego. Stał się również inspiracją ustanowienia przez Zarząd Główny Towarzystwa Pamięci Powstania Wielkopolskiego 1918/1919 w Poznaniu nagrody honorowej „Dobosz Powstania Wielkopolskiego” – statuetki będącej miniaturą śremskiego pomnika – co roku wręczanej osobom zasłużonym dla popularyzacji i kultywowania pamięci powstania. Do 2008 r. uhonorowano nią 51 osób. W dniu 21 września 2007 r. Śrem i pomnik Dobosza były miejscem spotkania wszystkich laureatów nagrody, a w pobliżu pomnika zasadzono dąb upamiętniający to wydarzenie.